# How Green Is the Valley
How Green Is the Valley ist ein Musikalbum der britischen Folk-Punk-Band The Men They Couldn’t Hang, das 1986 veröffentlicht wurde.

## Geschichte
Wie bei dem Vorgängeralbum Night of a Thousand Candles wurden die Bandmitglieder nur mit Vor- bzw. Spitznamen gelistet.
Als Singleauskopplungen erschienen Gold Strike, Shirt of Blue und The Ghosts of Cable Street. In Letzterem wurde die Battle of Cable Street behandelt, in Shirt of Blue der britische Bergarbeiterstreik 1984/1985.
In z. B. The Ghosts of Cable Street und Shirt of Blue nahm die Band zum wiederholten Male politisch Stellung und verdeutlichte ihre Ablehnung dem Thatcherismus gegenüber. Der erstgenannte Song beschreibt den Zusammenstoß zwischen den etwa 3000 Anhängern der British Union of Fascists (unter der Führung von Oswald Mosley), Metropolitan Police und einer Gruppe, die aus Antifaschisten bestand. Die Antifaschisten verhinderten den Demonstranten der British Union of Fascists das Voranschreiten und blockierten die Cable Street. So kam es zu den gewalttätigen Auseinandersetzungen zwischen den beiden Gruppen und der Polizei. Die Demonstration der Faschisten wurde später aufgelöst.
Shirt Of Blue behandelt den Streik der britischen National Union of Mineworkers unter der Führung Arthur Scargills, der den Höhepunkt der Auseinandersetzungen zwischen Margaret Thatcher und den Bergarbeitern darstellte. Der Streik fand unter anderem wegen Ian McGregors Ankündigung, unwirtschaftlich arbeitende Zechen zu schließen und 20.000 Jobs zu streichen, statt. Schon zuvor wurde British Steel durch McGregor unnachgiebig modernisiert, wodurch 80.000 Stellen abgebaut wurden. Während des Streiks kam es oft zu Zusammenstößen mit der Polizei, manchmal spielten sich bürgerkriegsartige Szenen ab, die über tausend Verletzte und über viertausend Verhaftete forderten. Von beiden Seiten konnte jedoch keine Lösung herbeigeführt werden, trotz der wiederholten Debatten zwischen Thatcher, McGregor und Scargill. Der Streik brachte auch Versorgungsengpässe für die Bergleute mit sich, sie konnten sich nicht mehr auf staatliche Hilfe verlassen, sondern nur noch auf karitative Wohlfahrt, die, zum Glück der Kumpel, ein sehr großen Ausmaß hatte und von vielen Seiten mit Millionen Pfund unterstützt wurde. In den Medien wurden die Auseinandersetzungen oft falsch dargestellt und einzelne Parteien persönlich angegriffen, was zu einem verzerrten Meinungsbild der Bevölkerung führte. Am 3. März 1985 wurde der Streik nach einer Delegiertenkonferenz der National Union of Mineworkers beendet, er brach völlig ergebnislos zusammen. Er hatte insgesamt zehn Tote und über dreitausend Verletzte gefordert. Über 11.000 Streikende waren – zumindest vorübergehend – verhaftet worden. Der Streik soll insgesamt über drei Milliarden Pfund gekostet haben.
In den britischen Charts erreichte How Green Is the Valley Platz 68, die Singles Gold Rush und The Ghosts of Cable Street konnten jedoch nur die Plätze 99 und 94 erreichen.

## Rezeption
| Medium       | Rating                                                              |
| ------------ | ------------------------------------------------------------------- |
| Sputnikmusic | Sternsymbol · Sternsymbol · Sternsymbol · Sternsymbol · Sternsymbol |

Nick Butler von Sputnikmusic vergab drei von fünf Punkten.

## Titelliste
1. Gold Strike – 1:19
2. Gold Rush – 2:36
3. The Ghosts of Cable Street – 4:02
4. Dancing on the Pier – 2:23
5. Bells – 3:17
6. Wishing Well – 2:54
7. Going Back to Coventry – 3:17
8. Shirt of Blue – 4:37
9. Rabid Underdog – 2:27
10. Tiny Soldiers – 3:42
11. Parade – 2:13
12. Parted from You – 4:15